# Drukkerij C.C. Callenbach
Drukkerij C.C. Callenbach was een drukkerij in Nijkerk tussen 1875 en 2013. Tot 1987 was het een familiebedrijf.
In mei 1854 startte George Frans Callenbach (1833-1916) een boekhandel / uitgeverij / boekbinderij. Hieruit zijn voortgekomen Uitgeverij G.F. Callenbach en Drukkerij C.C. Callenbach. Bij zowel de uitgeverij als bij de drukkerij hadden familieleden Callenbach tot ver in de 20e eeuw de leiding.  

## Firma Drukkerij C.C. Callenbach 1875-1902
George Frans was het vijfde kind van ds. Cornelis Carel Callenbach (1803-1873), predikant in Nijkerk. Vanaf 1870 werd George Frans drukker van de Nijkerksche Courant. 

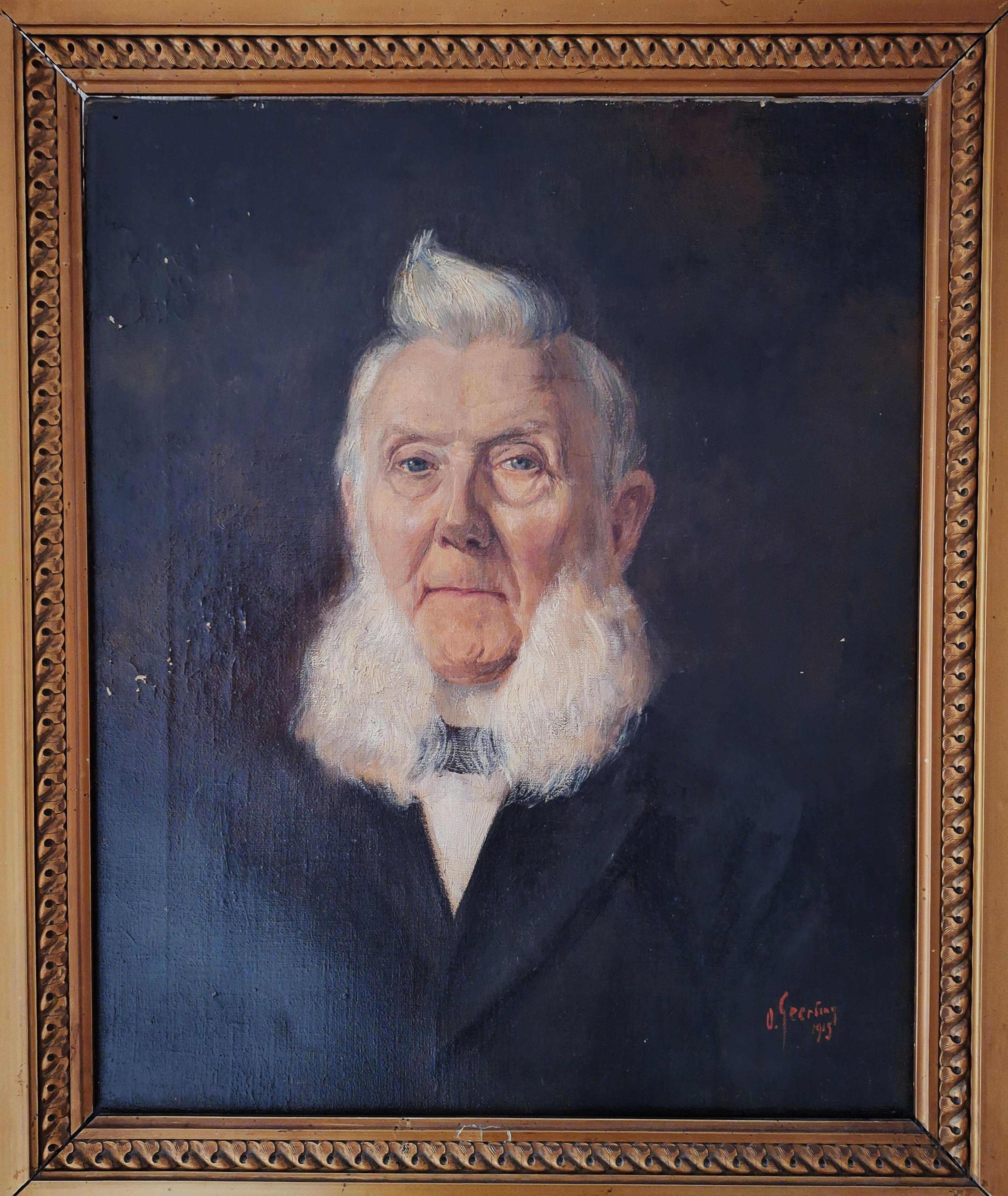
G.F. Callenbach 1833-1916 schilderij O. Geerling

In 1875 kwam zijn zoon Cornelis Carel (1861-1902) in de drukkerij. Die kreeg in 1894 de leiding over de verzelfstandigde Drukkerij C.C. Callenbach.
Na het overlijden van C.C.  in 1902 werden afstammelingen van het oudste kind van dominee C.C. Callenbach medevennoot van de drukkerij. De firma werd een vennootschap onder firma (Vof).

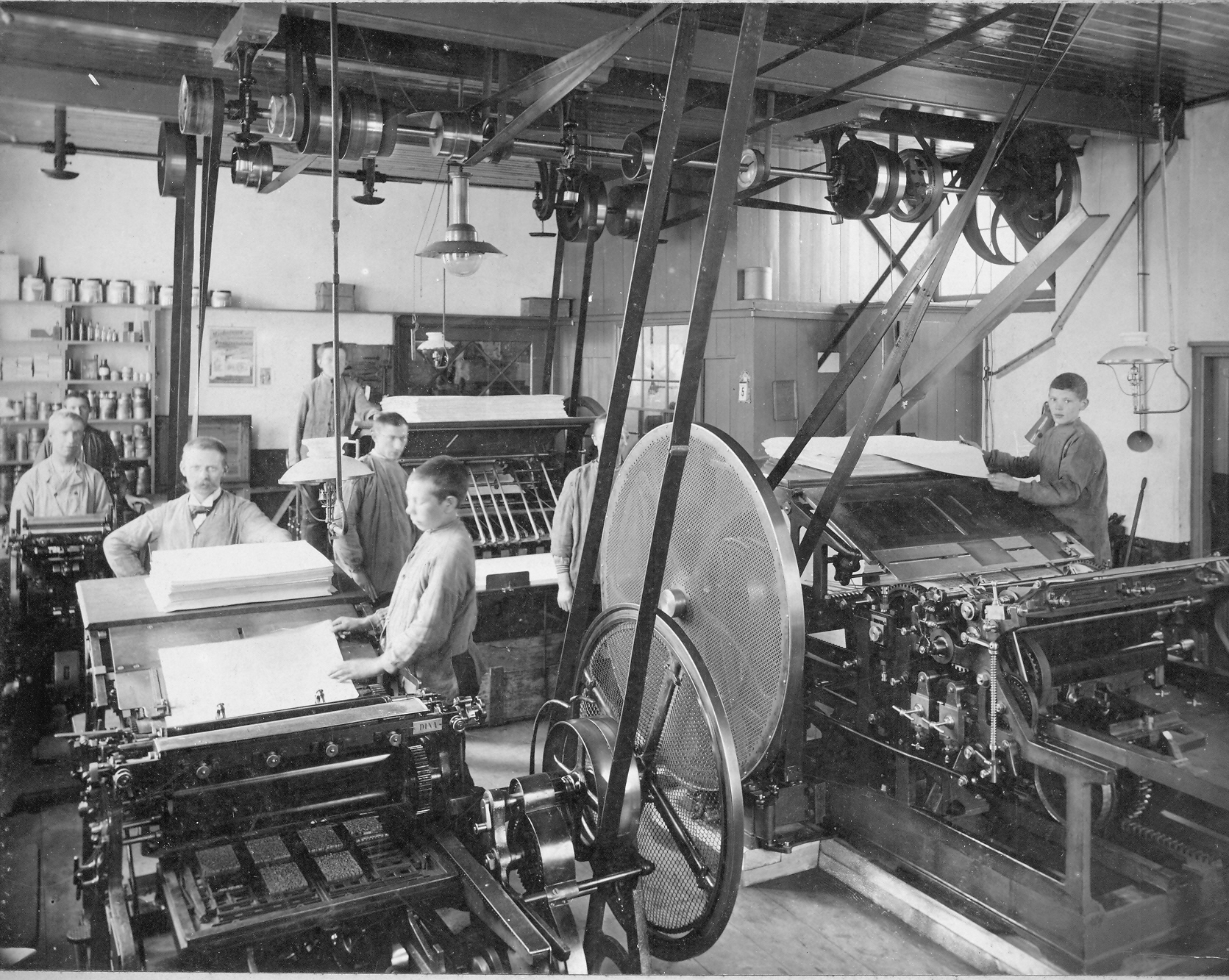
drukpersen bij Drukkerij C.C. Callenbach, rond 1900

## Vof Drukkerij C.C. Callenbach 1902-1950

### De klantenkring
De drukkerij had veel vaste klanten. In de protestants-christelijke wereld in Nederland was ze een grote speler. Ze drukte voor de Nederlandse Hervormde Kerk, de Christelijke Jonge Mannen Vereeniging, het Leger des Heils, het Nederlands Bijbelgenootschap, de Nederlandse Christen-Studenten Vereniging (NCSV), de Nederlandse Christelijke Radio-Vereniging (NCRV), het Nederlandse Jongelings-Verbond en de Nederlandsche Zondagsschool Vereeniging. Wanneer ze voor die verenigingen periodieken drukte, zorgde ze ook voor verzending naar de abonnees.
Uitgeverij G.F. Callenbach was een grote opdrachtgever. De leiding van de drukkerij had natuurlijk ook familiebanden met dat bedrijf. In de tweede helft van de jaren dertig ontwikkelde de uitgeverij de Nobel-reeks op basis van een abonnee-systeem. Abonnees kregen vier maal per jaar een boek; in 1941 waren er 165.000 abonnees. Daarnaast werden hier ook de kerstboekjes van de uitgeverij gedrukt; in 1939 ging het om 180.000 boekjes.
De drukkerij drukte tussen de jaren dertig en de jaren tachtig van de 20ste eeuw voor wolfabrikant Scheepjeswol in Veenendaal breipatronen (incl. foto’s), breiboekjes, enveloppen, briefpapier en nog meer. Dat kwam doordat in 1936 een Callenbach directeur werd van Scheepjeswol.

### Betrokkenheid bij Uitgeverij G.F. Callenbach
Midden jaren dertig kwam Uitgeverij G.F. Callenbach voor problemen te staan. Drukkerij C.C. Callenbach schoot financieel te hulp. Toen de uitgeverij in 1936 een familie-NV werd, werden twee broers Callenbach commissaris van de NV.; de ene was directeur van de drukkerij en de andere directeur van Scheepjeswol.

### 1940 - 1946
In 1941 weigerde de Nijkerksche Courant (ook geleid door een Callenbach) artikelen van de Duitse bezetter op te nemen. Daarom werd de krant definitief verboden op 19 oktober 1941. Ze was daarmee een van de eerste Nederlandse kranten waarvoor deze maatregel is genomen. Op 18 mei 1945 verscheen het eerste nummer van de Nijkerksche Courant weer.
Als gevolg van overheidsmaatregelen werden in 1942 twaalf van de dertien periodieken die bij Callenbach werden gedrukt, opgeheven. Uitgeverij G.F. Callenbach kreeg nog maar spaarzaam toestemming voor nieuwe uitgaven. Er bleef daardoor weinig werk  voor de drukkerij. 

### 1946 - 1950
In 1950 vierde Drukkerij C.C. Callenbach haar 75-jarig bestaan, kreeg ze het predicaat ‘koninklijk’ en werd de omzetting naar NV Drukkerij C.C. Callenbach gerealiseerd. Daardoor werd de onderneming minder afhankelijk van individuele familieleden.

### NV en BV Koninklijke Drukkerij C.C. Callenbach 1950 - 1987
De Koninklijke Drukkerij C.C. Callenbach N.V. werd in 1972 omgezet in een familie-B.V. met dezelfde naam. Het maatschappelijk kapitaal bleef onveranderd. Ook in 1972 werd de Nijkerksche Courant verkocht, aan Wegener. De uitgeverij werd  in 1975 deel van een andere holding. 
In 1987 ging de grootste opdrachtgever van de drukkerij, Scheepjeswol in Veenendaal, failliet. Dat zelfde jaar werd de drukkerij verkocht. De werkgelegenheid voor de 25 medewerkers bleef bestaan, met een garantie van drie jaar. B.V. Koninklijke Drukkerij C.C. Callenbach was geen familiebedrijf meer, maar bleef wel bestaan onder een nieuwe eigenaar.

### Koninklijke Drukkerij C.C. Callenbach BV na 1987
In 1990 en 2010 werd het predicaat ‘koninklijk’ verlengd. In 2013 besloot  de toenmalige eigenaar faillissement aan te vragen nadat zijn werknemers elders werk hadden gekregen. Hiermee was de rol van Drukkerij C.C. Callenbach in de grafische industrie geëindigd.